# 邵崑
邵崑（15世紀—15世紀），字彥璧，浙江嚴州府桐廬縣鍾山鄉人，明朝政治人物。

## 生平
正統六年（1441年），邵崑舉浙江鄉試，授直隸常州府訓導。母喪服闕，改江西吉安府訓導。景泰二年（1451年）得聘分考會試，獲賜衣一襲。
天順間，陞任餘干縣知縣，在當地去除奸吏、振興士風、釐定差役、去除宿弊。十九都一帶有虎為患，他就自責向神禱告，老虎遁形。天順三年（1459年）夏，天大旱，他遙祭山川，三天後，大雨如注。成化二年（1466年），陞撫州府同知，考績赴京時道經父親墳墓順道拜祭，因病卒於家。

## 引用
1. 1 2  乾隆《桐廬縣志·卷十一·人物一》：邵崑，字彥璧，鍾山鄉人，正統中領鄉薦，授常州府學訓導，尋丁內艱故吉安府訓導，景泰二年聘典會試，賜衣一襲；陞餘干知縣，以治最累蒙旌異，秩滿邑人惜其去，相與祀干名宦。成化二年陞撫州府同知，後考績赴京，便道拜父塚，以疾卒于家。
2. ↑  乾隆《桐廬縣志·卷九·選舉》：舉人 明……邵崑 鍾山鄉人，正統六年鄉試，見鄉達
3. ↑  康熙《餘干縣志·卷七》：邵崑，浙江桐廬人，天順間知縣，去奸吏、振士風、定差役、除宿弊，時十九都多虎，崑自責禱神，虎相繼去；己卯夏久不雨，崑竭誠羣望山川，三日雨如注，秩滿陞撫州府同知。